# Xavi Jiménez
Xavi Jiménez, właśc. Javier Jiménez Santafé (ur. 21 stycznia 1979 w Santa Coloma de Gramenet) – hiszpański piłkarz grający na pozycji pomocnika.

## Kariera
Jiménez jest wychowankiem UDA Gramenet, a następnie występował w takich klubach jak: Villarreal CF, Elche CF, ponownie Villarreal, CD Onda, Gramenet, Recreativo Huelva, Ciudad de Murcia, Albacete Balompié, UE Lleida oraz UE Sant Andreu.
W Segunda División rozegrał 188 spotkań i zdobył 13 bramek.